# Conocrambus
Conocrambus is een geslacht van vlinders van de familie grasmotten (Crambidae).

## Soorten
- C. ammoploceus Turner, 1922
- C. atrimictellus Hampson, 1919
- C. dileucellus Hampson, 1895
- C. medioradiellus (Hampson, 1919)
- C. wollastoni Rothschild, 1916
- C. xuthochroa (Turner, 1947)